# Naturschutzgebiet An der Kleppwiese

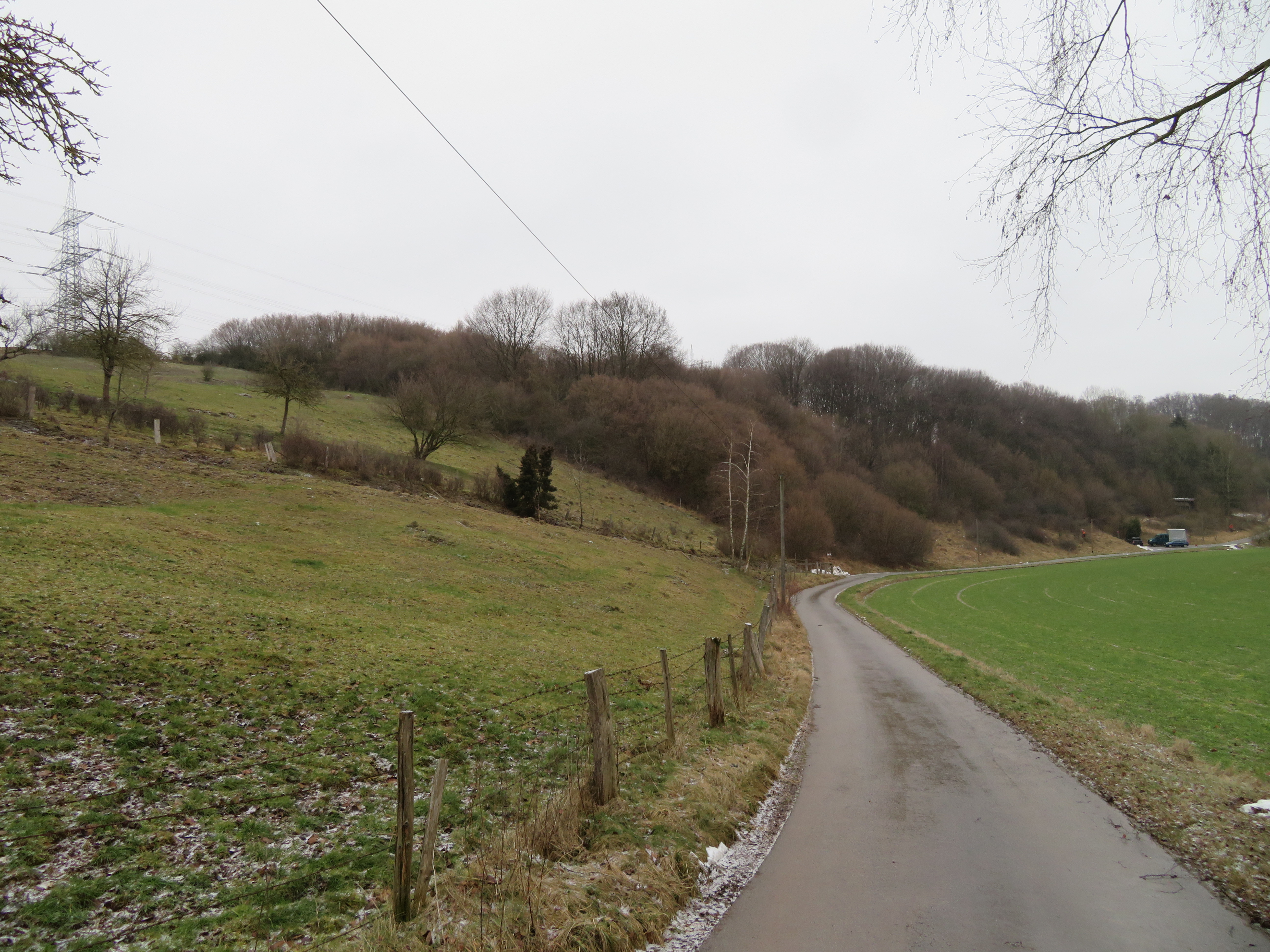
Naturschutzgebiet An der Kleppwiese im Hintergrund von Süden

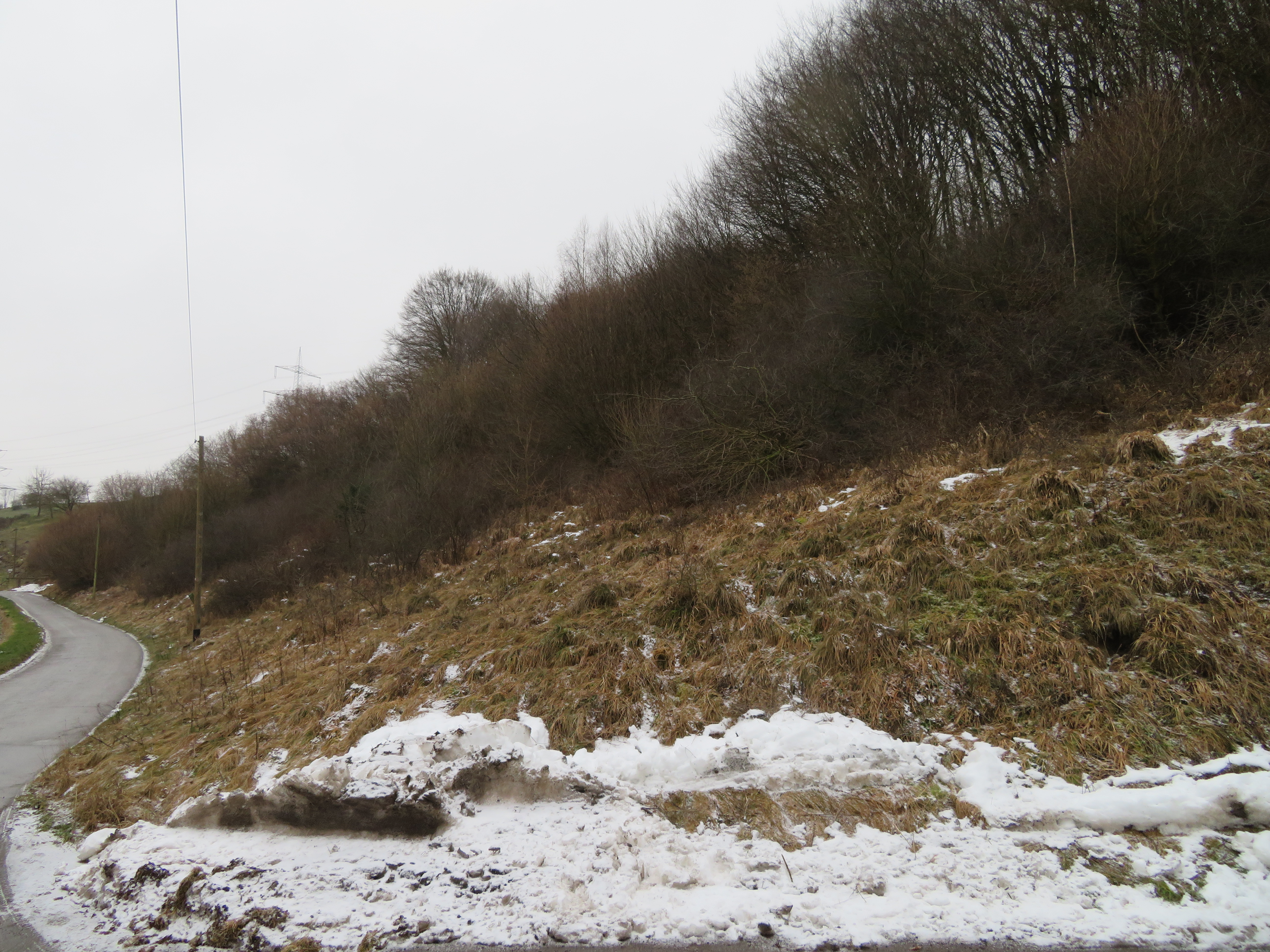
Verbuschter Kalkmagerrasen am Ostrand des NSG im Februar 2021

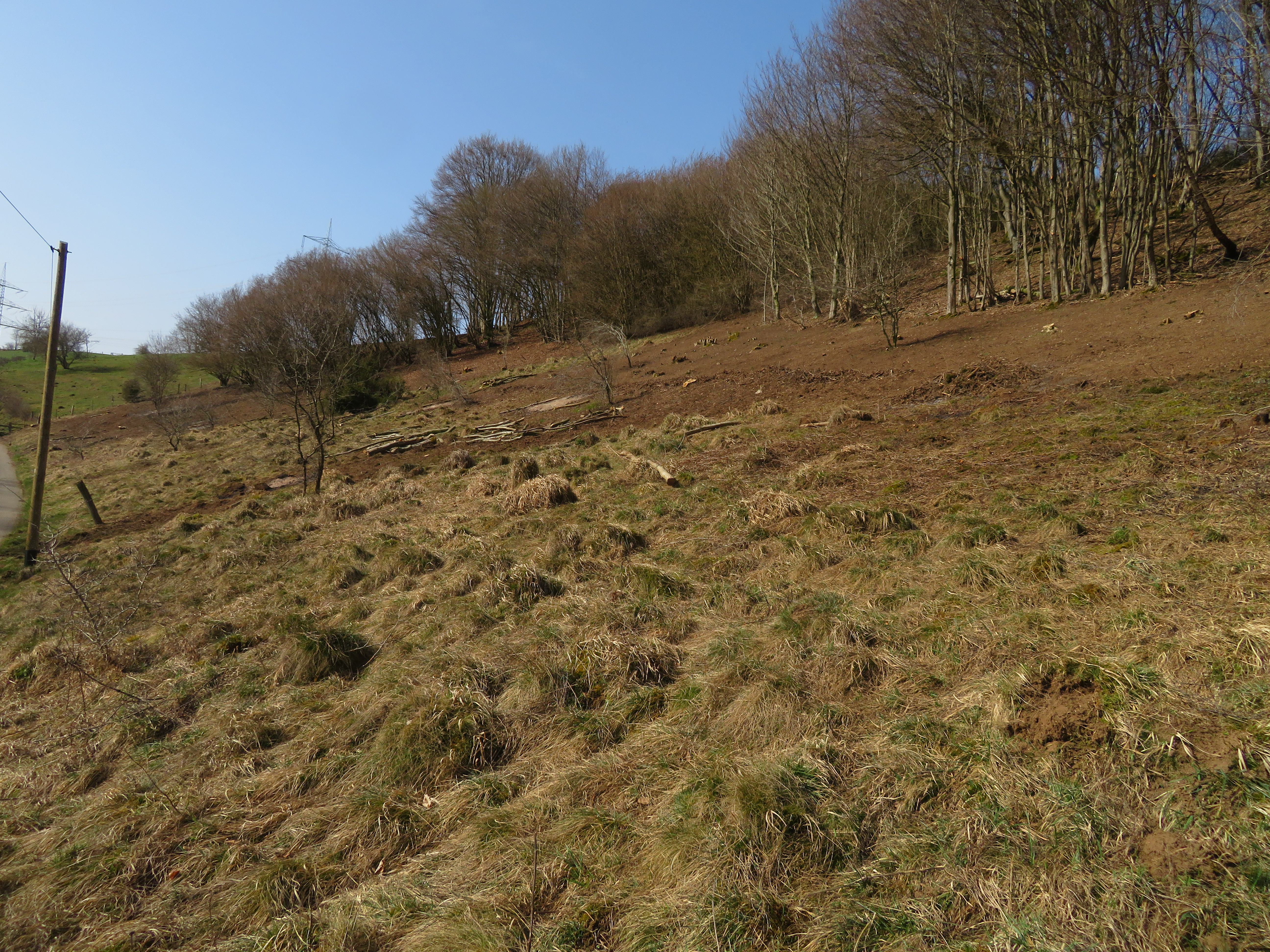
Freigesteller Kalkmagerrasen am Ostrand des NSG im April 2021

Das Naturschutzgebiet An der Kleppwiese mit einer Größe von 2,52 ha liegt südlich von Canstein im Stadtgebiet von Marsberg im Hochsauerlandkreis. Es wurde 2008 mit dem Landschaftsplan Marsberg als Naturschutzgebiet (NSG) ausgewiesen. Das NSG liegt an der Westseite des Klepptales. Das NSG liegt nur etwa 50 m nördlich der Stadt-, Kreis- und Landesgrenze. Das NSG gehört seit 2023 als Teilfläche zum Vogelschutzgebiet Diemel- und Hoppecketal mit angrenzenden Wäldern.

## Beschreibung
Das NSG umfasst Kalkmagerrasen, Gebüsch- und Wald-Bereiche. Die Kalkmagerrasen sind großteils stark zugewachsen. Ein Gehölzriegel trennt den Magerrasen in eine westliche und eine östliche Teilfläche. Die westliche Fläche am Oberhang ist felsiger und mit vielen Wacholderbüschen bestanden. Beide Teile weisen aber eine gesellschaftstypische Kalkhalbtrockenrasen-Vegetation auf mit der entsprechend artenreichen Flora, die viele seltene und gefährdete Arten umfasst. Im Südteil des NSG wurde eine intensiv genutzte Rinderweide einbezogen, welche aus einem Magerrasen hervorging. Die Rinderweide ist mit kleinen Felsbereichen durchsetzt. Nach Norden geht der Halbtrockenrasen in ein Gehölz über, das höchstwahrscheinlich aus Niederwaldnutzung hervorgegangen ist und von starken, fast durchgängig mehrstämmigen Hainbuchen dominiert wird. Es wird von einer Bodenhohlform durchzogen, die augenscheinlich einen ehemaligen Hohlweg kennzeichnet. Zwischen Gehölz und Halbtrockenrasen hat sich ein breiter südostexponierter Waldmantel aus unterschiedlichen Straucharten entwickelt.

## Pflanzenarten im NSG
Das Landesamt für Natur, Umwelt und Verbraucherschutz Nordrhein-Westfalen dokumentierte im Schutzgebiet Pflanzenarten wie Acker-Witwenblume, Breitblättriger Thymian,  
Echte Nelkenwurz, Echte Schlüsselblume, Echter Kreuzdorn, Echtes Johanniskraut, Echtes Labkraut, Gefleckter Aronstab, Gewöhnlicher Liguster, Kleine Bibernelle, Kleiner Odermennig, Kleiner Wiesenknopf, Kleines Habichtskraut, Magerwiesen-Margerite, Mittlerer Wegerich, Pastinak, Rundblättrige Glockenblume, Ruprechtskraut, Wacholder, Wald-Bingelkraut, Wald-Erdbeere, Wald-Gerste, Waldmeister und Wirbeldost. 

## Schutzzweck
Der Landschaftsplan beschreibt den Schutzzweck des NSG wie folgt: „Erhaltung und Optimierung eines artenreichen Biotopkomplexes aus Kalkmagerrasen mit Gehölzstrukturen trocken-warmer Standorte in seiner kulturlandschaftlichen Bedeutung und in seiner Habitatfunktion für etliche gefährdete Pflanzen- und darauf angewiesene Insektenarten; Sicherung der überkommenen Grünlandnutzung bzw. Installierung von Pflegemaßnahmen auf aufgabegefährdeten Standorten durch Vertragsangebote zur Erhaltung dieses Biotopmosaiks.“

## Naturschutzmaßnahmen
Der Landschaftsplan dokumentiert 2008 zu notwendigen Maßnahmen im NSG nach der Ausweisung: „...um es als wertvollen Trittsteinbiotop im Rahmen des Kalkmagerrasen-Verbundes im Planungsraum zu erhalten, sind Pflegemaßnahmen erforderlich (Schaf-/Ziegenbeweidung oder gelegentliche Mahd mit Zurückdrängung des Gehölzaufwuchses). Dagegen ist im Südteil eine extensivere Nutzung sinnvoll, wie sie augenscheinlich früher erfolgte.“ Der Landschaftsplan führt daher als Entwicklungsmaßnahme auf: „Eine Ausbreitung von Gehölzen auf die Magergrünlandanteile ist durch Beweidung oder spezielle Pflegemaßnahmen zu unterbinden (§ 26 LG).“
2020 pachtete die Biologische Station Hochsauerlandkreis eine brachgefallene 1,5 ha große stark verbuschte Grünlandfläche im mittleren Bereich des NSG. Der Landschaftspflegetrupp der Biologische Station Hochsauerlandkreis arbeitete auf dieser Fläche im Winter 2020/2021 um eine Zauntrassen und den am östlichen Hang liegen Magerrasen mit der Motorsäge freizustellen. Der alten Zaun an Südseite der Fläche war total im Gebüsch verschwunden. Um halbwegs vernünftig arbeiten zu können, musste zuerst der Stacheldraht des alten Zaunes entfernt werden.